# Karl Hans Meuser
Karl Hans Meuser (* 8. Dezember 1931 in Gießen, Deutschland; † 12. April 1986 in Frankfurt am Main) war ein deutscher Schauspieler bei Bühne und Fernsehen.

## Leben und Wirken
Meuser durchlief bei Ernst Karchow eine Schauspielausbildung und gab seinen Einstand 1951 am Stadttheater seiner Heimatstadt Gießen. Das Folgeengagement führte ihn 1954 ans Schauspiel Marburg. Seit 1958 arbeitete er als freischaffender Künstler und band sich nicht mehr fest an ein Ensemble. Außerdem gab Meuser Bühnengastspiele, wirkte auch am Kabarett, führte gelegentlich Bühnenregie und machte Hörfunk sowie Synchron.
Ab 1962 stand Karl Hans Meuser für gut zwei Jahrzehnte vor Fernsehkameras und wirkte in einer Fülle von Einzelproduktionen aber auch als Gast in Krimireihen wie „Tatort“ oder „Ein Fall für zwei“ mit. In Die Firma Hesselbach hatte der Mann mit den markanten Augenringen zeitweilig mehrere Rollen gespielt. Meuser-Charaktere waren oftmals untersetzte, einfache Leute aus dem Volke: Er spielte Lehrer, Hotelpagen, Diener, Kellner und einmal den Chef einer Werkstatt.
Bis zuletzt blieb er jedoch auch dem Theater treu und ließ sich in Frankfurt am Main nieder. Dort sah man ihn seit den 1970er Jahren als jahrelanges Ensemblemitglied am Fritz Rémond Theater im Zoo und in der Kleinen Komödie. Gastspiele führten ihn u. a. an die Ettlinger Schlossfestspiele. Meuser wurde in jungen Jahren im Rahmen der Bühnenstücke auch als Sänger eingesetzt.

## Filmografie
- 1962, 1967: Die Firma Hesselbach
- 1963: Talente und Verehrer
- 1964: Die Cocktailparty
- 1965: Der Kandidat
- 1968: Schinderhannes
- 1969: Van Gogh
- 1971: Tatort: Frankfurter Gold
- 1971: Guten Abend, Nachbarn
- 1972: Geheimagenten
- 1972: Autos
- 1975: Hahnenkampf
- 1981: Und ab geht die Post
- 1981, 1983: Ein Fall für zwei (zwei Folgen)
- 1983: Tatort: Blütenträume